# Alyssa Milano
Alyssa-Milano (sinh ngày 19 tháng 12 năm 1972) là một nữ diễn viên, ca sĩ người Mỹ có gia đình gốc Ý. Cô nổi tiếng qua những vai trong sitcom Who's the Boss? (đài ABC, phát sóng 1984 -1992), loạt phim truyền hình Charmed (1998-2006), hay phim Melrose Place (1992).

## Các phim đã đóng
| Năm  | Tên phim                                         | Nhân vật                         | Ghi chú |
| ---- | ------------------------------------------------ | -------------------------------- | --- |
| 1984 | Old Enough                                       | Diane                            | |
| 1985 | Commando                                         | Jenny Matrix                     | Đề cử—Young Artist Award for Exceptional Performance by a Young Actress Starring in a Feature Film–Comedy or Drama                |
| 1986 | The Canterville Ghost                            | Jennifer Canterville             | Phim truyền hình |
| 1988 | Crash Course                                     | Vanessa Crawford                 | Phim truyền hình còn gọi là Driving Academy                                                                                       |
| 1988 | Dance 'til Dawn                                  | Shelley Sheridan                 | Đề cử—Young Artist Award for Best Young Actress in a Special, Pilot, Movie of the Week, or Miniseries                             |
| 1989 | Speed Zone!                                      | Lurleen                          | Còn gọi là Cannonball Fever |
| 1992 | Little Sister                                    | Diana                            | |
| 1992 | Where the Day Takes You                          | Kimmy                            | |
| 1993 | The Webbers                                      | Fan                              | Phim truyền hình |
| 1993 | Conflict of Interest                             | Eve                              | |
| 1993 | Casualties of Love: The Long Island Lolita Story | Amy Fisher                       | Phim truyền hình |
| 1993 | Candles in the Dark                              | Sylvia Velliste                  | Phim truyền hình |
| 1994 | Confessions of a Sorority Girl                   | Rita Summers                     | Phim truyền hình |
| 1994 | Double Dragon                                    | Marian Delario/Power Corps Chief | |
| 1995 | Deadly Sins                                      | Cristina                         | |
| 1995 | Embrace of the Vampire                           | Charlotte Wells                  | |
| 1995 | The Surrogate                                    | Amy Winslow                      | Phim truyền hình |
| 1996 | Jimmy Zip                                        | Francesca                        | |
| 1996 | Poison Ivy II: Lily                              | Lily Leonetti                    | |
| 1996 | Fear                                             | Margo Masse                      | |
| 1996 | Glory Daze                                       | Chelsea                          | |
| 1996 | To Brave Alaska                                  | Denise Harris                    | Phim truyền hình |
| 1996 | Public Enemies                                   | Amaryllis                        | |
| 1997 | Below Utopia                                     | Susanne                          | Ngoài ra còn là nhà sản xuất |
| 1997 | Hugo Pool                                        | Hugo Dugay                       | |
| 1998 | Goldrush: A Real Life Alaskan Adventure          | Frances Ella 'Fizzy' Fitz        | Phim truyền hình |
| 2001 | Lady and the Tramp II: Scamp's Adventure         | Angel                            | Đề cử—Annie Award for Outstanding Individual Achievement for Voice Acting by a Female Performer in an Animated Feature Production |
| 2001 | Diamond Hunters                                  | Tracey Van der Byl               | Phim truyền hình |
| 2002 | Buying the Cow                                   | Amy                              | |
| 2002 | Kiss the Bride                                   | Amy Kayne                        | |
| 2003 | Dickie Roberts: Former Child Star                | Cyndi                            | |
| 2005 | Dinotopia: Quest for the Ruby Sunstone           | 26                               | (Lồng tiếng) |
| 2007 | The Blue Hour                                    | Allegra                          | |
| 2008 | Wisegal                                          | Patty Montanari                  | Phim truyền hình, ngoài ra còn là nhà sản xuất                                                                                    |
| 2008 | Pathology                                        | Gwen Williamson                  | |
| 2010 | DC Showcase: The Spectre                         | Aimee Brenner                    | (Lồng tiếng) |
| 2010 | My Girlfriend's Boyfriend                        | Jesse Young                      | Ngoài ra còn là nhà sản xuất |
| 2010 | Sundays at Tiffany's                             | Jane                             | Phim truyền hình, ngoài ra còn là nhà sản xuất                                                                                    |
| 2011 | Hall Pass                                        | Mandy Bohac                      | |
| 2011 | New Year's Eve                                   | Nurse Mindy                      | |
| 2011 | Alvin and the Chipmunks: Chipwrecked             | Daphne Snow                      | |

| Năm       | Tên                                | Vai diễn          | Mùa thứ      | Ghi chú |
| --------- | ---------------------------------- | ----------------- | ------------ | --- |
| 1984–92   | Who's the Boss?                    | Samantha Micelli  | 1–8          | 196 tập Young Artist Award for Best Young Supporting Actress in a Television Series (1986) Exceptional Performance by a Young Actress, Starring in a Television, Comedy or Drama Series (1986) Best Young Female Superstar in Television (1988) Nickelodeon Kids' Choice Awards for Favorite TV Actress (1988, 1989) Blimp Award–Favorite TV Actress (1990) |
| 1997–98   | Melrose Place                      | Jennifer Mancini  | 5–7          | 40 tập Recurring Mùa thứ 5 Seven tập in Mùa thứ 7, left to take lead role in Charmed |
| 1998–2006 | Charmed                            | Phoebe Halliwell  | 1–8          | 178 tập Became a producer at the beginning of Mùa thứ 4. Đề cử—Blimp Award for Favorite TV Actress (2005) Đề cử—Teen Choice Awards for TV–Choice Actress (2006) |
| 2007      | Reinventing the Wheelers           | Annie             |              | TV pilot |
| 2007–2008 | My Name Is Earl                    | Billie Cunningham |              | Recurring in Mùa thứ 3, tập 6–22. |
| 2008      | Single with Parents                | Lou               |              | TV pilot |
| 2010      | Romantically Challenged            | Rebecca Thomas    | 1            | 6 tập |
| 2010–nay  | Kick Buttowski: Suburban Daredevil | Scarlett (voice)  | 1-2          | Recurring Role |
| 2011      | Young Justice                      | Poison Ivy        | (lồng tiếng) | |

| Năm       | Series title                                        | Vai diễn         | tập title                                     | Notes                             |
| --------- | --------------------------------------------------- | ---------------- | --------------------------------------------- | --------------------------------- |
| 1985      | Jem                                                 | Jessica Sharp    | "Frame Up"                                    | Mùa thứ 1, tập 4                  |
| 1989      | Living Dolls                                        | Samantha Micelli | "It's My Party"; "It's All Done with Mirrors" | Mùa thứ 1, 2 tập                  |
| 1990      | Série rose                                          |                  | "Softly from Paris"                           | Mùa thứ 4, tập 1                  |
| 1990      | The American Film Institute Presents: TV or Not TV? |                  |                                               |                                   |
| 1995      | The Outer Limits                                    | Hannah Valesic   | "Caught in the Act"                           | Mùa thứ 1, tập 17                 |
| 1997      | Spin City                                           | Meg Winston      | "They Shoot Horses, Don't They?"              | Mùa thứ 2, tập 11                 |
| 1998      | Fantasy Island                                      | Gina Williams    | "Superfriends"                                | Mùa thứ 1, tập 2                  |
| 2001      | Family Guy                                          | Herself          | "Mr. Griffin Goes to Washington"              | Mùa thứ 3, tập 3                  |
| 2001      | Spin City                                           | Meg Winston      | "Rain on My Charades"                         | Mùa thứ 5, tập 17                 |
| 2004      | The Adventures of Jimmy Neutron: Boy Genius         | April Gorlock    | "Win, Lose and Kaboom"                        | Voice, Mùa thứ 2                  |
| 2010      | Castle                                              | Kyra Blaine      | "A Rose for Everafter"                        | Mùa thứ 2, tập 12                 |
| 2011-2012 | Breaking In                                         | Amy              | "Tis Better to Have Loved and Flossed" TBA    | Mùa thứ 1, tập 2 Mùa thứ 2, tập 9 |